# Audren
Cette page présente le prénom Audren ainsi que ses variantes.
Cette page présente le nom de famille Audren ainsi que ses variantes.
Audren est un prénom masculin ou féminin qui correspond au breton « Aodren » et existe aussi comme patronyme, surtout présent dans l'ouest de la Bretagne.

## Étymologie
Le prénom est d'origine celtique. Audren dérive d'une forme Altroen attestée en vieux Breton en 797.
On trouve aussi Aldroen en 1052 (Cartulaire de Redon) et Auldren en 1543. Gourvil le fait dériver de « alt », élevé, et de « roen », royal. Plus récemment on a traduit « roen » par lignée, parenté, noblesse.

## Variante
- Aodren
- Audrenn

## Saints
Saint Audren/Aldrien serait un fils de Salomon Ier, roi légendaire de Bretagne du Ve siècle. Il aurait donné son nom à la ville de Châtelaudren et aussi à la commune de Plaudren dans le Morbihan ou bien encore à celle de Plédran. On le fête le 7 février.

## Personnalités
- Audren (1972- ), écrivaine et auteure-interprète.
- Audren est la première partie du patronyme Audren de Kerdrel

## Source partielle
- Alain Stéphan, Tous les prénoms celtiques, Paris, Éditions Jean-Paul Gisserot, coll. « Terre des Celtes », 1999, 127 p. (ISBN 978-2-87747-395-8, présentation en ligne)